# Unione Sportiva Pistoiese 1975-1976
Questa voce raccoglie le informazioni riguardanti l'Unione Sportiva Pistoiese nelle competizioni ufficiali della stagione 1975-1976.

## Rosa
| N. |                   | Ruolo | Calciatore        |
| -- | ----------------- | ----- | ----------------- |
|    | Italia (bandiera) | D     | Stefano Agresti   |
|    | Italia (bandiera) | A     | Vincenzo Amendola |
|    | Italia (bandiera) | C     | Riccardo Bertini  |
|    | Italia (bandiera) | A     | Aquilino Bonfanti |
|    | Italia (bandiera) |       | Borgioli          |
|    | Italia (bandiera) | D     | Sergio Brio       |
|    | Italia (bandiera) | C     | Franco Corigliano |
|    | Italia (bandiera) | D     | Arnaldo Crema     |
|    | Italia (bandiera) | C     | Luigi Farina      |
|    | Italia (bandiera) | D     | Hermes Fregonas   |
|    | Italia (bandiera) |       | Ganthaler         |
|    | Italia (bandiera) | A     | Emanuele Gattelli |

| N. |                   | Ruolo | Calciatore          |
| -- | ----------------- | ----- | ------------------- |
|    | Italia (bandiera) | A     | Grilli              |
|    | Italia (bandiera) | A     | Diego Lucchese      |
|    | Italia (bandiera) | C     | Marzio Magli        |
|    | Italia (bandiera) | D     | Luciano Menconi     |
|    | Italia (bandiera) | C     | Giovanni Ottonello  |
|    | Italia (bandiera) | C     | Alessandro Paesano  |
|    | Italia (bandiera) | A     | Giovanni Quadri     |
|    | Italia (bandiera) | A     | Marino Rakar        |
|    | Italia (bandiera) | P     | Sergio Settini      |
|    | Italia (bandiera) | D     | Luigi Tonani        |
|    | Italia (bandiera) | D     | Gianfranco Vegliach |
|    | Italia (bandiera) | C     | Angelo Volpato      |